# Wilsberg: Mord und Beton
Mord und Beton ist die 51. Folge der Fernsehfilmreihe Wilsberg. Der Film basiert auf der Wilsberg-Figur von Jürgen Kehrer. Die Erstausstrahlung erfolgte am 16. April 2016 im ZDF. Regie führte Hansjörg Thurn, das Drehbuch schrieben Sandra Lüpkes und Jürgen Kehrer.

## Handlung
Anna Springer ärgert sich über ihren Vermieter Michael Lobland, da sie seit Tagen ohne Heizung auskommen muss und einfach kein Handwerker erscheint, um den Schaden zu beheben. Deshalb beauftragt sie Privatdetektiv Georg Wilsberg, sich ihren Vermieter einmal näher anzusehen. Dazu gibt sich Wilsberg gegenüber Lobland als Investor „Achim Tewes“ aus, der in dessen neue geplante Luxuswohnungen investieren will. Aber auch militante Aktivisten der FIM („Freihafen Initiative Münster“) machen gegen den Baulöwen mobil, da sie den alten Industriehafen, wo dieses luxuriöse Wohn- und Büroviertel errichtet werden soll, vor dem Abriss bewahren wollen. Unter großem medialen Interesse wird bei den Gegnern des Projekts eine Razzia durchgeführt, bei der Drogen gefunden werden. Mesut Kaharasan ist sich sicher, dass ihnen jemand die Drogen untergeschoben hat, um eine rechtliche Handhabe gegen sie zu haben. Noch am gleichen Abend explodiert ein Sprengsatz in einer von ihm und seinen Mitstreitern besetzten Lagerhalle in dem alten Hafengelände.
Nachdem der Brand gelöscht ist, findet sich in der Halle die Leiche von Loblands Assistenten Tom Riese. Oliver Maaß, der Leiter des Zolleinsatzkommandos, besteht darauf mitzuermitteln, da es sich bei dem Brand um eine Verdeckungstat der Drogenhändler handeln könnte, für deren Ergreifung er zuständig wäre. Doch als dann einer der Neubaugegner tot aufgefunden wird, erscheint es Kommissarin Springer logisch, dass Lobland dahinter steckt, um den Tod seines Assistenten zu rächen. Anna bittet Wilsberg, sich nun zurückzuziehen, um als gebeutelte Mieterin Loblands nicht als befangen zu gelten.
Kurz darauf wird Loblands Ehefrau entführt und es werden 2 Millionen Euro Lösegeld gefordert. Lobland ist entsetzt, denn angeblich hat er sein gesamtes Kapital in seine Bauvorhaben investiert und verfügt über keinerlei Barkapital. Dennoch ist er bereit zu zahlen und engagiert Wilsberg als Geldboten, als er herausfindet, dass dieser in Wirklichkeit ein Privatdetektiv ist und kein Investor. Obwohl die Übergabe des Lösegeldes polizeilich überwacht wird, läuft alles schief. Der Entführer bemerkt, dass er ausgetrickst werden soll und flieht mit seiner Geisel. Bei einer zweiten Forderung übernimmt Zollfahnder Oliver Maaß die Geldübergabe. Erst jetzt finden die Ermittler heraus, dass dieser ein falsches Spiel treibt und mit Helen Lobland zusammenarbeitet, die sich ihren Firmenanteil sichern will, ehe ihr Mann bankrottgeht, da sein Luxuswohnungsprojekt zu scheitern droht. Die Entführung war ein Plan B, nachdem weder der fingierte Drogenfund in der Lagerhalle noch die Explosion zu dem Ziel geführt hatten, mit dem Neubau der Luxuswohnungen zügig beginnen zu können. Maaß hatte die Seiten gewechselt und alle seine Mitwisser eliminiert. Loblands Assistent musste sterben, weil er zufällig bei der Zündung des Brandsatzes in der Halle dazu kam.
Helen Lobland erschießt kurz vor ihrer Ergreifung Oliver Maaß, kann dann aber durch Overbecks zielsicheres Einschreiten festgenommen werden. In ihrem Ärger droht sie an, auch ihren Mann so zu belasten, dass sie nicht allein ins Gefängnis müsse. Damit ist der alte Industriehafen vorerst vor einem Abriss gerettet.

## Hintergrund
Bei dem Song am Ende der Episode handelt es sich um We Have All the Time in the World von Louis Armstrong aus dem Jahr 1969.
Mord und Beton erschien zusammen mit der Folge In Treu und Glauben von Polarfilm auf DVD.
Der Running Gag „Bielefeld“ verweist in dieser Folge am Ende der 30. Minute auf einen Aktenordner mit der Aufschrift: „Bielefelder Chaussee 35“, den Wilsberg in Loblands Büro entdeckt und der das Haus betrifft, in dem Anna Springer wohnt.

## Rezeption

### Einschaltquote
Bei der Erstausstrahlung von Mord und Beton am 16. April 2016 im ZDF wurde der Film in Deutschland von insgesamt 6,99 Millionen Zuschauern gesehen und erreichte einen Marktanteil von 22,8 Prozent.

### Kritik
Tilmann P. Gangloff meinte bei tittelbach.tv zu diesem 51. Wilsbergfall anerkennend, dass, auch wenn der Titel recht „einfallslos und eher wie eine Inhaltsangabe klinge[…]“, so „aber im Rahmen der Reihe […] ‚Mord und Beton‘ sicher zu den besten zehn Episoden“ zu zählen sei. „Die ungewöhnlich actionreiche, handlungsstarke und auch dramatische Geschichte […] ist ein würdiger Jubiläumsfall.“
Die Redaktion von TV Spielfilm beurteilte den Krimi mit dem „Daumen nach oben“ und meinte lobend: „Überraschend ernster Fall der ansonsten launig vor sich hin witzelnden Reihe.“ Und die Kritiker stellen fest: „Der Fan hat weniger zu lachen? Auch gut“.